# Chamaecrista pumila
Chamaecrista pumila är en ärtväxtart som först beskrevs av Jean-Baptiste de Lamarck, och fick sitt nu gällande namn av Kai Larsen. Chamaecrista pumila ingår i släktet Chamaecrista och familjen ärtväxter. Inga underarter finns listade i Catalogue of Life.